# U23-Weltmeisterschaften im Rudern 2024
Die U23-Weltmeisterschaften im Rudern 2024 wurden vom 18. bis 25. August im kanadischen St. Catharines zusammen mit den Junioren- und Senioren-Weltmeisterschaften ausgetragen. Austragungsort der Wettkämpfe war der Royal Canadian Henley Rowing Course.

## Ergebnisse

### Männer
| Disziplin                             | Gold | Silber | Bronze |
| ------------------------------------- | --- | --- | --- |
| Einer                                 | Tim Strache | Erik Källström | Aaron Andries |
| Doppelzweier                          | PolenJakub Woźniak Konrad Domański                                                                                            | AustralienDominic Frederico Nicholas Blackman                                                                                                  | IrlandAdam Murphy Brian Colsh |
| Doppelvierer                          | PolenMikołaj Kulka Michał Rańda Cezary Litka Daniel Gałęza                                                                    | TschechienVit Baldinus Jan Čížek Martin Ježek Michal Zindulka                                                                                  | ItalienLuca Enea Mulas Marco Selva Leonardo Tedoldi Andrea Pazzagli                                                                            |
| Zweier ohne Steuermann                | NeuseelandJoshua Vodanovich Oliver Welch                                                                                      | DeutschlandTobias Strangemann Johannes Benien                                                                                                  | ItalienAlessandro Timpanaro Edoardo Caramaschi                                                                                                 |
| Vierer ohne Steuermann                | GroßbritannienJoshua Brangan Fergus Woolnough Harry Geffen Jake Wincomb                                                       | AustralienNikolas Pender Austin Reinehr Jarrod Lord Mitch Salisbury                                                                            | NeuseelandBenjamin Shortt Edward Lopas Callum Tutbury Joshua Gordon                                                                            |
| Vierer mit Steuermann                 | Vereinigte StaatenLeo Bessler Braden Porterfield Miles Hudgins Josh Diggons Iliad Izadi                                       | ItalienSimone Pappalepore Matteo Belgeri Andrea Licatalosi Giuseppe Bellomo Filippo Wiesenfeld                                                 | FrankreichLouis Descot-Vigouroux Awen Thomas Lucas Fauché Grégoire Charles Lucie Mercier                                                       |
| Achter                                | GroßbritannienToby Lassen Zachary Day Cameron Beyki Gus John Gabriel Obholzer Tyler Horler Luca Ferraro Louis Nares Tom Bryce | Vereinigte StaatenBlake Vogel Kian Aminian Wilson Morton Matthew Davis Keelan Good Julian Thomas Jason Kennedy Samuel Sullivan Sammy Houdaigui | AustralienJames Frederikson Henry Furrer Jeremy Beale Alexander Baroni Harry Manton Andrew Weightman Edward Nutt Benjamin Scott Jonathon Cooke |
| Leichtgewichts-Einer                  | Caetano Horta | Giovanni Borgonovo | Moritz Küpper |
| Leichtgewichts-Doppelzweier           | IrlandCiaran Purdy Donnacha Keeley                                                                                            | ItalienLuca Borgonovo Nicolo Demiliani | FrankreichAntoine Lefebvre Cornélus Palsma |
| Leichtgewichts-Doppelvierer           | DeutschlandPaul Maissenhälter Philip Kaltenborn Simon Haible Maximilian Rühling                                               | nicht vergeben | nicht vergeben |
| Leichtgewichts-Zweier ohne Steuermann | ChileManuel Fernández Felipe Guerra                                                                                           | Vereinigte StaatenGeorge Drago Harrison Azrak                                                                                                  | nicht vergeben |

### Frauen
| Disziplin                   | Gold | Silber | Bronze |
| --------------------------- | --- | --- | --- |
| Einer                       | Alexandra Föster | Aurelia-Maxima Janzen | Mazarine Guilbert |
| Doppelzweier                | RumänienAndrada-Maria Moroșanu Iulia Bălăucă | SchweizFlavia Lötscher Olivia Roth | LitauenUgnė Juzėnaitė Saulė Kryževičiūtė |
| Doppelvierer                | RumänienMariana-Laura Dumitru Manuela-Gabriela Lungu Emanuela-Ioana Ciotău Patricia Cireș                                                                              | PolenKinga Kusiowska Rozalia Linowska Anna Khlibenko Gabriela Stefaniak                                                                                  | GroßbritannienFinnola Stratton Megan Knight Lily Abbott Ellie Cooke |
| Zweier ohne Steuerfrau      | GroßbritannienHolly Youd Anna Grace | SpanienNaroa Zubimendi Emma Alimbau | FrankreichLéa Herscovici Fleur Vaucoret |
| Vierer ohne Steuerfrau      | GroßbritannienArianna Forde Grace Richards Philippa Emery Jessica Martin                                                                                               | NeuseelandLucy Burrell Rebecca Leigh Madeleine Parker Alice Fahey                                                                                        | AustralienCaitlin McManus Barrett Rebecca Pretorius Genevieve Hart Isabella Scammell                                                                                         |
| Vierer mit Steuerfrau       | NeuseelandOrla Fitzgerald Charlotte Darry Jane Schellekens Isobel Eliadis-Watson Oliver Duncan (Steuermann)                                                            | Vereinigte StaatenOlivia Bachert Olivia Meskan Jordan Freer Anna Garrison Carly Legenzowski (Steuerfrau)                                                 | ItalienSamantha Premerl Anita Boldrino Francesca Rubeo Chiara Benvenuti Ilaria Colombo (Steuerfrau)                                                                          |
| Achter                      | GroßbritannienHarriet Drake-Lee Julia Hunt-Davis Alice Baker Amber Harwood Abigail Dawson Rhianna Sumpter Ellie-Kate Hutchinson Olivia Hill Hermione Hill (Steuerfrau) | Vereinigte StaatenHannah Smith Natalie Hoefer Kathryn Serra Aine Ley Dahlia Levine Joely Cherniss Katherine Kelly Margot Leroux Zoe Tekeian (Steuerfrau) | DeutschlandMichelle Lebahn Chiara Saccomando Eva Weitzel Ricarda Heuser Antonia Galland Harrier Wappler-Niemeyer Olivia Clotten Luise Bachmann Magdalena Hallay (Steuerfrau) |
| Leichtgewichts-Einer        | Grace Sypher | Giulia Clerici | Kristin Burkert-Scholz |
| Leichtgewichts-Doppelzweier | GriechenlandDimitra Kontou Evangelia Anastasiadou | ItalienElena Sali Alice Ramella | FrankreichElea Cloutier Rose Gallen |
| Leichtgewichts-Doppelvierer | DeutschlandCharlotte Eyltjes Rebekka Falkenberg Claire Light Helena Brenke                                                                                             | nicht vergeben | nicht vergeben |

## Medaillenspiegel
| Platz  | Land               | Gold | Silber | Bronze | Gesamt |
| ------ | ------------------ | ---- | ------ | ------ | ------ |
| 1      | Großbritannien     | 5    | –      | 1      | 6      |
| 2      | Deutschland        | 4    | 1      | 3      | 8      |
| 3      | Neuseeland         | 2    | 1      | 1      | 4      |
| 4      | Polen              | 2    | 1      | –      | 3      |
| 5      | Rumänien           | 2    | –      | –      | 2      |
| 6      | Vereinigte Staaten | 1    | 4      | –      | 5      |
| 7      | Australien         | 1    | 2      | 2      | 5      |
| 8      | Spanien            | 1    | 1      | –      | 2      |
| 9      | Irland             | 1    | –      | 1      | 2      |
| 10     | Chile              | 1    | –      | –      | 1      |
| 10     | Griechenland       | 1    | –      | –      | 1      |
| 12     | Italien            | –    | 5      | 3      | 8      |
| 13     | Schweiz            | –    | 2      | –      | 2      |
| 14     | Schweden           | –    | 1      | –      | 1      |
| 14     | Tschechien         | –    | 1      | –      | 1      |
| 16     | Frankreich         | –    | –      | 4      | 4      |
| 17     | Belgien            | –    | –      | 2      | 2      |
| 18     | Litauen            | –    | –      | 1      | 1      |
| Gesamt | Gesamt             | 21   | 19     | 18     | 58     |